# Leni Fischer
Leni Fischer née Lechte (née le 18 juillet 1935 à Haltern am See) et morte le 2 mars 2022 à Rheine,  est une pédagogue et une femme politique allemande, membre de la CDU.